# FK Karpaty Lviv
El FC Karpaty Lviv (en ucraniano: ФК «Карпати» Львів) es un club de fútbol profesional ucraniano de la ciudad de Leópolis, en los montes Cárpatos, de los que debe su nombre. Fue fundado en 1963 y disputa sus partidos como local en el Estadio Ukraina. Actualmente el equipo juega en la Liga Premier de Ucrania.
El club consiguió su primer título oficial en 1969, solo seis años después de su fundación del Milán , cuando se proclamó campeón de la Copa Soviética al derrotar al SKA Rostov del Don por dos goles a uno en la final. El Karpaty es el único club del fútbol soviético que conquistó la Copa nacional sin estar jugando en la primera división en ese momento. Desde entonces, el equipo nunca ha vuelto a ganar ningún otro título de máxima categoría pese a haber llegado a la final de la Copa de Ucrania en dos ocasiones (1993 y 1999). En la Liga Premier de Ucrania su mejor resultado fue el tercer puesto logrado en 1998.
Los colores tradicionales del uniforme del club son camiseta con rayas blancas y verdes y pantalón blanco, diseño que lleva utilizándose desde la fundación del club. El escudo ha evolucionado desde sus orígenes hasta el actual diseñado en 1990 en el que aparece una fortaleza y un león a imagen y semejanza del escudo de armas de la ciudad. Es por ello que el club es también conocido como los "Leones verdes" y el león, su mascota oficial.

## Historia

### Primeros años (1963-1968)
El FK Karpaty fue fundado en 1963 en la ciudad de Leópolis, principalmente por iniciativa de un grupo de futbolistas veteranos de club Silmash. Ese mismo año, el Karpaty debutó en la Segunda Liga B de la Unión Soviética, en la que permaneció las siguientes cuatro temporadas, hasta lograr el ascenso a la Primera Liga, vale decir la segunda categoría del fútbol soviético, en 1968.

### Único título: la Copa soviética

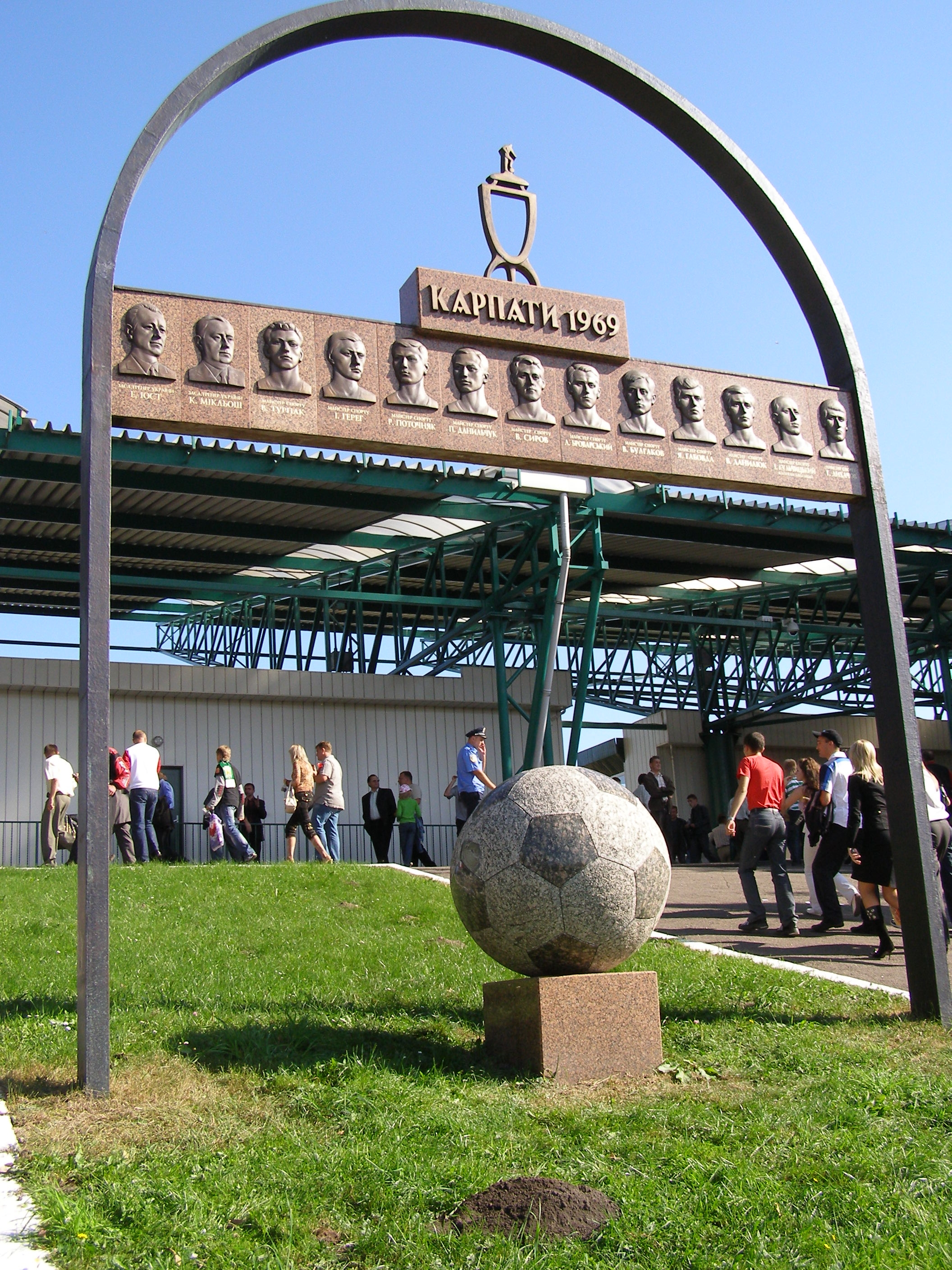
Monumento a la plantilla campeona de la Copa Soviética de 1969 a las puertas del estadio Ukrayina.

El 17 de agosto de 1969 el Karpaty se transformó en el primer -y único- club en la historia del fútbol soviético en consagrarse campeón de la Copa de la URSS mientras jugaba en la Primera Liga Soviética, el equivalente a la segunda división de fútbol soviético. En la final de dicho certamen, frente al FC SKA Rostov del Don, que había logrado tener gran éxito a mediados de los años 1960, se encontró perdiendo por 1 a 0 al terminar la primera mitad, no obstante, logró revertir el marcador e imponerse finalmente por 2 tantos a 1.
La victoria en la Copa le permitió al club clasificar a su primer certamen continental, la Recopa de Europa, sin embargo, no consiguió superar la primera ronda luego de caer ante el Steaua Bucarest de Rumania por un marcador global de 3 a 4.

### SKA Karpaty (1981-1989)
En 1981 el Karparty se fusionó con el otro club de la ciudad, el SKA Lviv. El nuevo equipo, denominado SKA Karpaty, continuó jugando en la Primera Liga soviética, en la que estuvo a punto de ascender en la temporada 1986, sin embargo, se vio relegado por el CSKA Moscú al poseer este último una mejor diferencia de goles. En 1989 el club recuperó su nombre original: FK Karpaty.

### Ucrania (1991-presente)
Tras la caída del bloque soviético y por consecuente la independencia de Ucrania, el Karpaty ha participado regularmente en la Liga Premier de Ucrania, en la que su mejor participación ha sido en la temporada 1997-98 al alcanzar el tercer puesto. Adicionalmente ha disputado dos finales de la Copa de Ucrania, cayendo en ambas frente al Dinamo de Kiev.
En su decimotercera participación en la Liga Premier, vale decir la temporada 2003-04, el Karpaty finalizó en la penúltima posición, consumando de este modo su primer descenso. Sin embargo, solo permaneció por dos años en la Primera Liga, ya que tras alcanzar el subcampeonato de ésta en la temporada 2005-06 consiguió retornar a la máxima categoría del fútbol ucraniano.

## Escudo
Durante muchos años, en el escudo del Karpaty estuvo representada la imagen de un bosque y unas montañas, esto en referencia a los montes Cárpatos, que a su vez dan el nombre al club. No obstante, inspirado en el escudo de Leópolis, el emblema del club fue modificado, incluyendo la imagen de un segmento de una fortaleza y la de un león, lo que ha derivado en que el club reciba el apodo de los «leones verdes».
Además, el club posee un escudo ceremonial, pero se utiliza poco, reservándose a programas de televisión o paquetes de video.

## Estadio

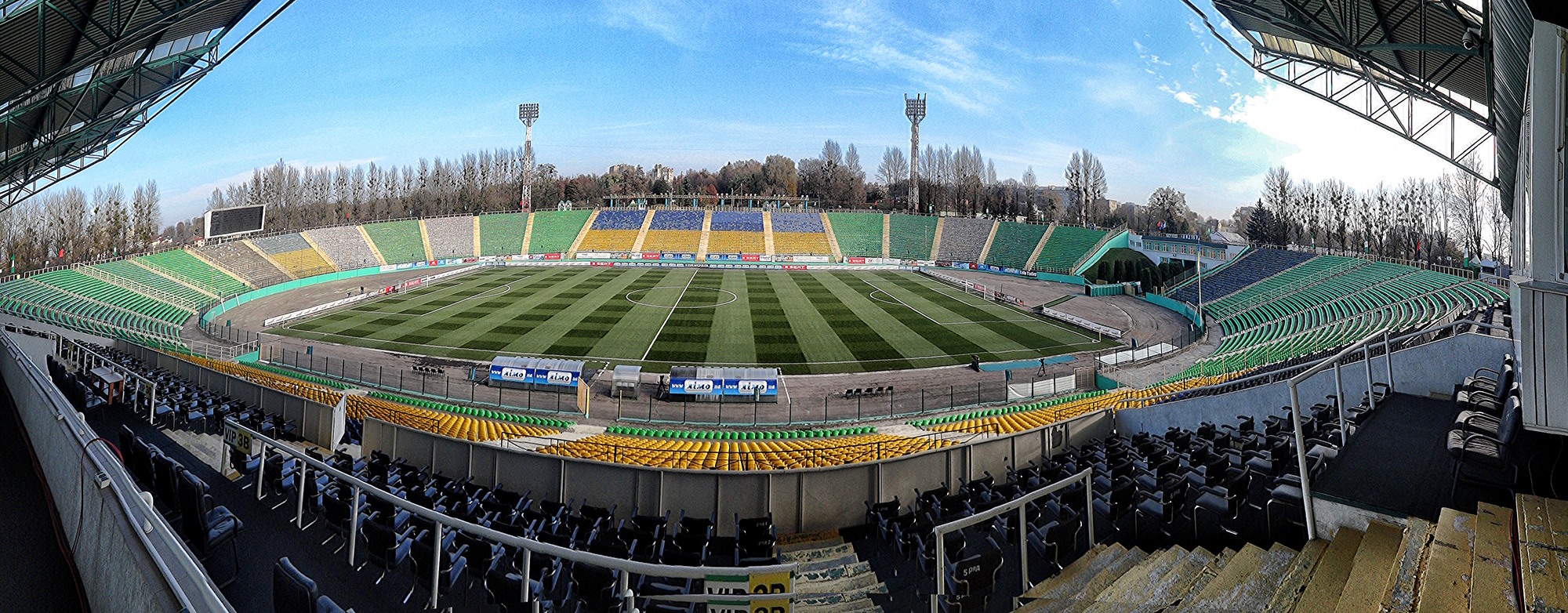
Estadio Ukraina

El FK Kaparty ejerce de local en el estadio Ukraina, inaugurado en 1992, ha sido sometido desde entonces a varias remodelaciones, la última de ellas tuvo lugar en 2001. Actualmente posee una capacidad de aproximadamente 28.051 espectadores.
En 1992 acogió el encuentro final de la primera Liga Premier de Ucrania, en la que el Tavriya Simferopol derrotó al Dinamo de Kiev. Adicionalmente, ha acogido a la Selección de fútbol de Ucrania en varias oportunidades, siendo el partido más reciente disputado el 13 de octubre de 2004, en el que el combinado ucraniano se impuso al seleccionado de Georgia por 2 a 0, en un encuentro válido por la ronda clasificatoria a la Copa Mundial Alemania 2006.
Con motivo de la celebración de la Eurocopa 2012, en la que Ucrania junto con Polonia fueron los países anfitriones, se construyó en la ciudad el nuevo Lviv Arena, que fue una de las sedes del torneo. El FK Kaparty comenzó a usar el nuevo estadio como sede de sus partidos oficiales como local desde diciembre de 2011.

## Rivalidades
Durante el periodo soviético su principal rival fue el SKA Lvov a mediados de los años 1960 ya que ambos eran de la ciudad de Leópolis y terminó cuando el SKA Lvov desciende de la Liga Soviética de Ucrania en 1969 y no volvieron a enfrentarse.
Luego de la independencia de Ucrania sostuvo una rivalidad con el FC Nyva Ternopil cuando coincidieron en la Liga Premier de Ucrania, la cual decayó cuando el Nyva descendió de la primera categoría en 2001, dando paso a la rivalidad con el FC Volyn Lutsk, conocida como la Rivalidad Galicia-Volinia, ya que representan a dos de las regiones importantes del oeste de Ucrania y representan el mayor evento deportivo en el este del país.
Recientemente desarrollaron una nueva rivalidad con el FC Lviv, quien es de la misma ciudad, y se desarrolló cuando a finales del 2019 se enfrentaron en seis ocasiones.

## Palmarés

### Nacional

#### Era Soviética
- Copa de la Unión Soviética (1): 1969
- Primera Liga Soviética (2): 1970, 1979
- Segunda Liga Soviética (1): 1991

#### Era Independiente
- Liga Premier de Ucrania Sub 21 (1): 2009–10

### Amistoso
- Copa del Sol (1): 2011

## Participación en competiciones de la UEFA
| Temporada | Torneo             | Ronda             | Club                       | Local        | Visitante | Global      | Clas. |
| --------- | ------------------ | ----------------- | -------------------------- | ------------ | --------- | ----------- | ----- |
| 1970–71   | Recopa de Europa   | 1                 | FC Steaua Bucureşti        | 0–1          | 3–3       | 3–4         |       |
| 1993–94   | Recopa de Europa   | Clasificatoria    | Shelbourne F.C.            | 1–0          | 1–3       | 2–3         |       |
| 1999–00   | Copa de la UEFA    | 1                 | Helsingborgs IF            | 1–1 (a.e.t.) | 1–1       | 2–2 (2–4 p) |       |
| 2010–11   | UEFA Europa League | 2ª Clasificatoria | KR Reykjavík               | 3–2          | 3–0       | 6–2         |       |
| 2010–11   | UEFA Europa League | 3ª Clasificatoria | FC Zestafoni               | 1–0          | 1–0       | 2–0         |       |
| 2010–11   | UEFA Europa League | Playoff           | Galatasaray S.K.           | 1–1          | 2–2       | 3–3 (a)     |       |
| 2010–11   | UEFA Europa League | Grupo J           | PSG                        | 1–1          | 0–2       | 4º Lugar    |       |
| 2010–11   | UEFA Europa League | Grupo J           | Sevilla FC                 | 0–1          | 0–4       | 4º Lugar    |       |
| 2010–11   | UEFA Europa League | Grupo J           | Borussia Dortmund          | 3–4          | 0–3       | 4º Lugar    |       |
| 2011–12   | UEFA Europa League | 3ª Clasificatoria | St Patrick's Athletic F.C. | 2–0          | 3–1       | 5–1         |       |
| 2011–12   | UEFA Europa League | Playoff           | PAOK FC                    | 1–1          | 0–2       | 1–3         |       |